# Megastraea turbanica
Megastraea turbanica là một loài ốc biển thuộc họ Turbinidae.

## Mô tả
Kích thước vỏ của loài này có thể đạt đến 150 mm. 

## Phân bổ
Loài này phân bố ở Thái Bình Dương ngoài khơi California, Mỹ.